# هنریکه هیلاریو
هنریکه هیلاریو (به پرتغالی: Henrique Hilário Meireles Alves Sampaio) (زاده ۲۱ اکتبر ۱۹۷۵) دروازه‌بان فوتبال اهل پرتغال است.
وی سابقه بازی در تیم‌های ناوال، آکادمیکا، پورتو، استرلا آمادورا، وارزیم، ناسیونال و چلسی را دارد.

## افتخارات
پورتو
- لیگ برتر فوتبال پرتغال: ۹۷–۱۹۹۶، ۹۸–۱۹۹۷
- جام حذفی فوتبال پرتغال: ۹۸–۱۹۹۷، ۲۰۰۰–۱۹۹۹، ۰۱–۲۰۰۰
- سوپر جام فوتبال پرتغال: ۱۹۹۶

چلسی
- لیگ برتر فوتبال انگلستان: ۱۰-۲۰۰۹
- جام حذفی فوتبال انگلستان: ۲۰۰۷، ۲۰۰۹، ۲۰۱۰، ۲۰۱۲
- جام اتحادیه فوتبال انگلستان: ۲۰۰۷
- جام خیریه انگلستان: ۲۰۰۹، نایب قهرمان ۲۰۱۰
- لیگ قهرمانان اروپا: ۲۰۱۲
- لیگ اروپا: ۲۰۱۳